# Michael Hadschieff
Michael Hadschieff (Innsbruck, 5 oktober 1963) is een voormalig Oostenrijks schaatser.
Hadschieff won de World Cup op de 1500 meter in 1986 en 1989. Tijdens de Olympische Winterspelen van 1988 won Hadschieff zilver op de 10 kilometer en brons op de 1500 meter. In 1986 werd hij verkozen tot sportman van het jaar in Oostenrijk.
Na zijn actieve schaatscarrière werd hij technisch directeur bij de Oostenrijkse schaatsbond tot Hannes Wolf hem in 2015 opvolgde.

## Adelskalender
Van 14 februari 1988 tot 17 februari 1988 was Michael Hadschieff aanvoerder van de Adelskalender. Daarmee heeft hij 3 dagen aan de top van de lijst gestaan.
Hieronder staan de persoonlijke records (PR's) waarmee Michael Hadschieff aan de top van de Adelskalender kwam en de PR's die hij had staan toen hij van de eerste plek verdreven werd. Tevens zijn de gegevens weergegeven van de schaatsers die voor en na hem aan de top van de lijst stonden.
| Datum      | 500 m | 1500 m  | 5000 m  | 10.000 m | Punten  | Voorganger / Opvolger |
| ---------- | ----- | ------- | ------- | -------- | ------- | --------------------- |
| 15-02-1987 | 37,24 | 1.52,70 | 6.51,28 | 14.28,45 | 159,356 | Nikolaj Goeljajev     |
| 14-02-1988 | 37,90 | 1.54,45 | 6.47,93 | 14.08,25 | 159,255 |                       |
| 17-02-1988 | 36,98 | 1.52,77 | 6.47,09 | 14.23,68 | 158,463 | Eric Flaim            |

## Persoonlijke records
| Afstand      | Tijd     | Datum            | Baan       |
| ------------ | -------- | ---------------- | ---------- |
| 500 meter    | 37,85    | 26 februari 1989 | Heerenveen |
| 1000 meter   | 1.13,84  | 18 februari 1988 | Calgary    |
| 1500 meter   | 1.52,31  | 20 februari 1988 | Calgary    |
| 3000 meter   | 3.59,42  | 19 maart 1987    | Heerenveen |
| 5000 meter   | 6.47,93  | 4 december 1987  | Calgary    |
| 10.000 meter | 13.56,11 | 21 februari 1988 | Calgary    |

## Resultaten
| Jaar | EK Allround | Olympische Spelen                                | WK Allround | WK Sprint | WK Junioren |
| ---- | ----------- | ------------------------------------------------ | ----------- | --------- | ----------- |
| 1981 |             |                                                  |             |           | NC24        |
| 1982 |             |                                                  |             |           | NC22        |
| 1983 | -           |                                                  | 15e         | -         |             |
| 1984 | 14e         | 32e 500m 22e 1000m 20e 1500m 13e 5000m 5e 10000m | 5e          | -         |             |
| 1985 | NC18        |                                                  | 5e          | 20e       |             |
| 1986 | 6e          |                                                  | 6e          | 20e       |             |
| 1987 | Zilver      |                                                  | Brons       | 23e       |             |
| 1988 | 4e          | 26e 500m · 5e 1000m · 1500m · 5e 5000m · 10.000m | 4e          | -         |             |
| 1989 | NC18        |                                                  | 9e          | 16e       |             |
| 1990 | 6e          |                                                  | 7e          | -         |             |
| 1991 | DQ1         |                                                  | NC18        | -         |             |
| 1992 | 7e          | 24e 1000m 14e 1500m 10e 5000m 6e 10.000m         | NC18        | 23e       |             |
| 1993 | NC15        |                                                  | -           | -         |             |
| 1994 | NC16        | 17e 1500m 9e 5000m 9e 10.000m                    | NC19        | -         |             |

- = geen deelname
DQ1 = diskwalificatie voor de 1e afstand
NC# = niet gekwalificeerd voor de laatste afstand, maar wel als # geklasseerd in de eindrangschikking

### Medaillespiegel
| Kampioenschap     | Goud | Zilver | Brons |
| ----------------- | ---- | ------ | ----- |
| EK Allround       | 0    | 1      | 0     |
| Olympische Spelen | 0    | 1      | 1     |
| WK Allround       | 0    | 0      | 1     |

Rudolf Ericson · Peder Østlund · Jaap Eden · Oscar Mathisen · Ivar Ballangrud · Michael Staksrud · Åke Seyffarth · Nikolaj Mamonov · Hjalmar Andersen · Boris Sjilkov · Dmitri Sakoenenko · Juhani Järvinen · Knut Johannesen · Jonny Nilsson · Per Ivar Moe · Eduard Matoesevitsj · Ard Schenk · Kees Verkerk · Magne Thomassen · Hans van Helden · Vladimir Lobanov · Jan Egil Storholt · Sergej Martsjoek · Vladimir Belov · Eric Heiden · Viktor Sjasjerin · Andrej Bobrov · Nikolaj Goeljajev · Michael Hadschieff · Eric Flaim · Johann Olav Koss · Falko Zandstra · Rintje Ritsma · Gianni Romme · Jochem Uytdehaage · Chad Hedrick · Sven Kramer · Shani Davis · Patrick Roest